# 迪尔比永河畔多梅夫尔
迪尔比永河畔多梅夫尔（法語：Domèvre-sur-Durbion，法語發音：[dɔmɛvʁ syʁ dyʁbjɔ̃] ⓘ）是法国大東部大區孚日省的一个市镇，属于埃皮纳勒区。

## 地理
迪尔比永河畔多梅夫尔（48°17'7"N, 6°28'15"E）面积12.51 平方千米，位于法国大東部大區孚日省，该省份为法国东北部内陆省份，北起默兹省和默尔特-摩泽尔省，西接上马恩省，南至上索恩省和贝尔福地区省，东临上莱茵省和下莱茵省。
与迪尔比永河畔多梅夫尔接壤的市镇（或旧市镇、城区）包括：帕勒涅、赞库尔、巴德梅尼勒欧布瓦、拜库尔、阿迪尼莱韦里耶尔、塔翁莱孚日。
迪尔比永河畔多梅夫尔的时区为UTC+01:00、UTC+02:00（夏令时）。

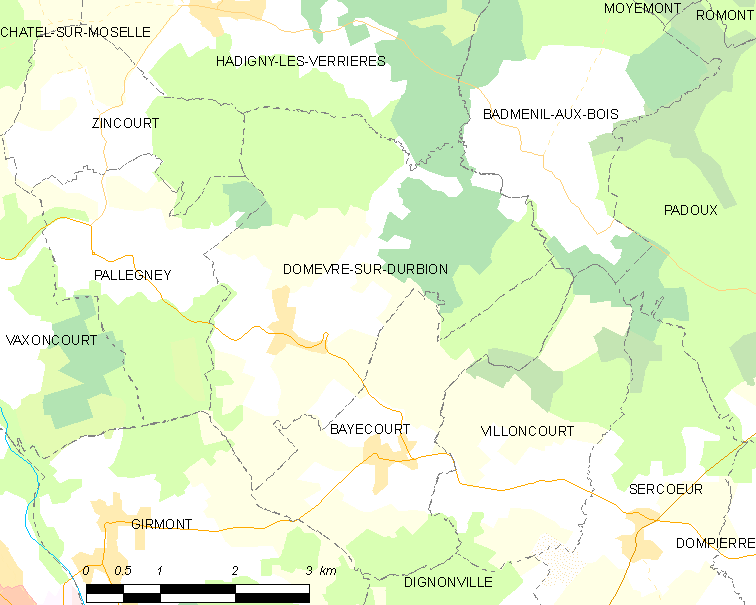
迪尔比永河畔多梅夫尔的OSM定位图

## 行政
迪尔比永河畔多梅夫尔的邮政编码为88330，INSEE市镇编码为88143。

## 政治
迪尔比永河畔多梅夫尔所属的省级选区为布吕耶尔县。

## 人口

1962-2008年间迪尔比永河畔多梅夫尔人口变化图示

迪尔比永河畔多梅夫尔于2022年1月1日时的人口数量为266人。